# Alec Reid
Alec Reid (pronunciación: /'ælɪk riːd/) (Nenagh, 1931 − Dublín, 22 de noviembre de 2013) fue un sacerdote redentorista irlandés conocido por su papel como mediador en el proceso de paz en Irlanda del Norte y más recientemente por similares esfuerzos en el País Vasco. Reid nació y creció en Nenagh, condado de Tipperary, Irlanda. Tomó los votos de la orden redencionista en 1950, ordenándose sacerdote siete años más tarde. Durante los cuatro años siguientes participó en misiones parroquiales en Limerick, Dundalk y Galway, trasladándose posteriormente al monasterio de Clonard en Belfast, donde pasaría casi cuarenta años. El monasterio redencionista de Clonard se halla entre la zona nacionalista católica y la protestante Shankill Road.
En 1988 administró la extremaunción a dos soldados británicos asesinados por el IRA Provisional por conducir en medio de un cortejo fúnebre de tintes republicanos. Una foto de su papel en este incidente se ha convertido en una de las imágenes más notorias del conflicto de Irlanda del Norte. A finales de los años 80, Reid organizó varias reuniones entre el presidente del Sinn Féin Gerry Adams y el líder del Partido Socialdemócrata y Laborista John Hume, en un intento de establecer un 'frente pannacionalista' para hacer posible el cese de la violencia en favor del diálogo. Después actuó como contacto entre ambos políticos y el Gobierno de Irlanda en Dublín desde un encuentro en 1987 con el Taoiseach (presidente del Gobierno / primer ministro) Charles Haughey hasta la firma del Acuerdo de Viernes Santo en 1998. En este rol, por entonces no sometido al escrutinio público, se reunió con varios Taoisigh y en particular con Martin Mansergh, consejero de varios líderes de Fianna Fáil.
Los últimos años de vida estuvo viviendo en Dublín y participó en iniciativas para la paz en el País Vasco. En enero de 2003 recibió el premio "Espejo en el mundo" 2002 de la Fundación Sabino Arana 2002, en reconocimiento a sus esfuerzos por promover la paz y reconciliación. En septiembre de 2005, Reid y un pastor metodista Harold Good anunciaron en rueda de prensa que el IRA había entregado las armas.
Aparece en el documental de 2003 La pelota vasca, la piel contra la piedra.

## Polémica
Fueron polémicas sus declaraciones en noviembre de 2005 en una reunión en la Iglesia Presbiteriana de Fitzroy. Refiriéndose a la comunidad unionista de Irlanda del Norte, dijo: "No queréis oír la verdad. La verdad es que la comunidad nacionalista de Irlanda del Norte fue tratada casi como animales por la comunidad unionista. No se les trataba como a seres humanos. Se les trató como los nazis trataban a los judíos. En una entrevista para la CNN en 2006, Reid dijo: "El IRA fue, digamos, una respuesta violenta a la supresión de derechos humanos".

## Premios
El 4 de julio de 2008, el padre Reid recibió un título honorífico de la Universidad del Ulster en reconocimiento a su contribución al proceso de paz en Irlanda del Norte.
El 19 de abril de 2009 recibió el premio Reflections of Hope del Oklahoma City National Memorial and Museum.